# Regiones de Oaxaca

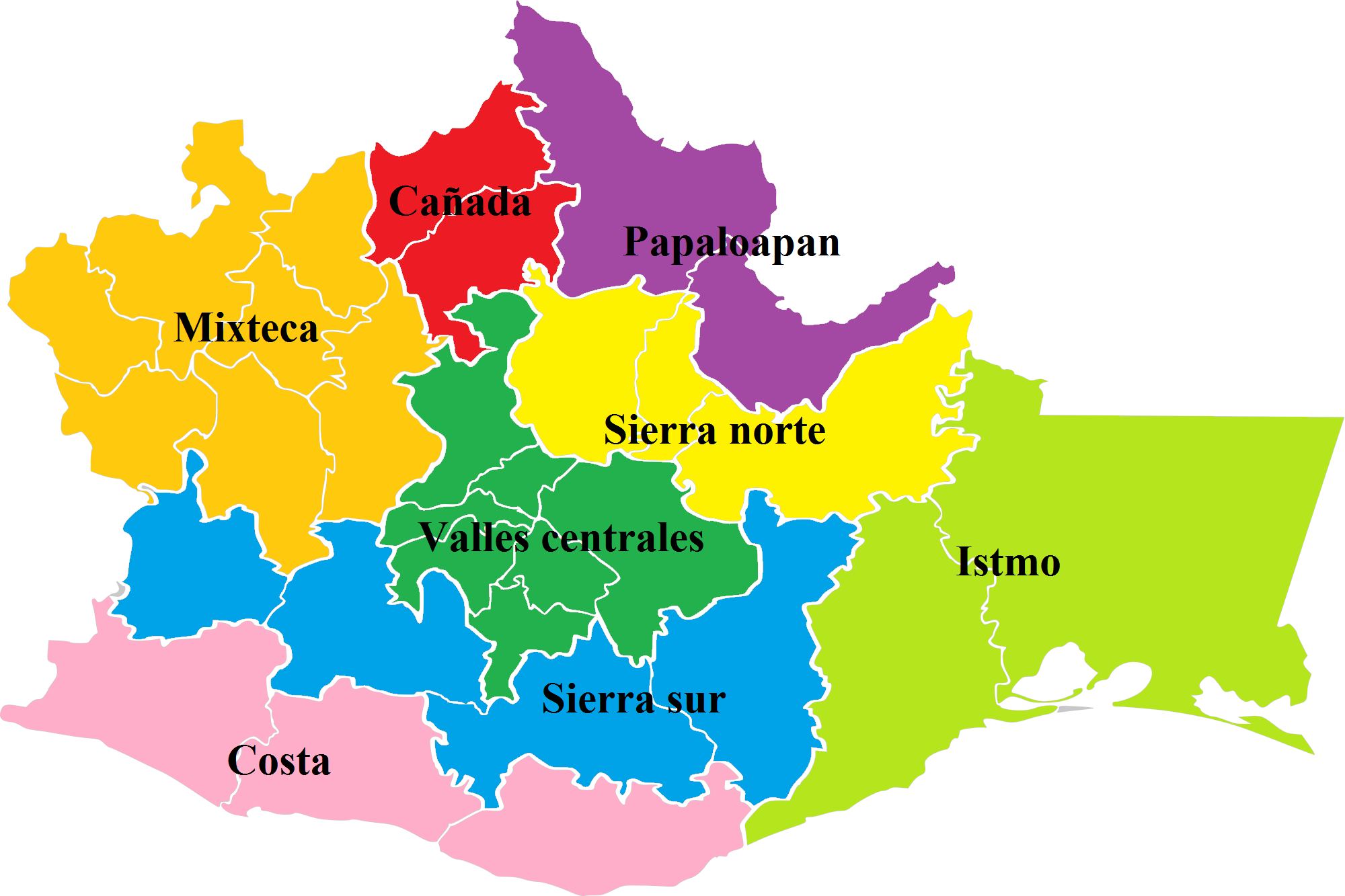
Mapa de las regiones socioculturales de Oaxaca.

Las regiones de Oaxaca son una subdivisión de esta entidad federativa de México. Dentro de ellos se agrupan los 30 distritos que conforman a la entidad, los cuales se dividen en 570 municipios. En el estado conviven 15 pueblos indígenas y un pueblo afromexicano, cada uno está formado por comunidades con tradiciones y costumbres propias y en muchas ocasiones rebasa y va más allá de la forma en que se ha regionalizado a Oaxaca.
Esta división territorial fue promovida por el gobierno federal, durante la década de 1950, cuyo fin sería el desarrollo y estabilización de Oaxaca, y pretendía la preservación de la identidad cultural de estos grupos.

## Regiones

### Región Sierra de Flores Magón 01

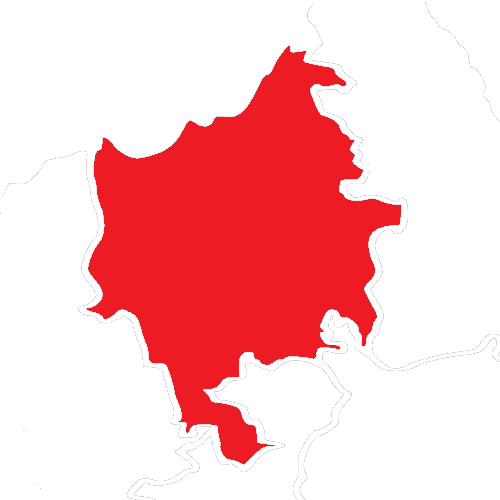
Región Sierra de Flores Magón.

Es la región de menor tamaño en el estado. Tiene una superficie de 4398.61 km
2 y una población aproximada de 200 140 habitantes. Se subdivide en 45 municipios agrupados en 2 distritos:
- 04 Distrito de Teotitlán (del náhuatl:Lugar entre las casas de dios)
- 05 Distrito de Cuicatlán (del náhuatl: Lugar de cantos; en cuicateco: Yabahacu; Casa de tierra)

### Región Costa 02

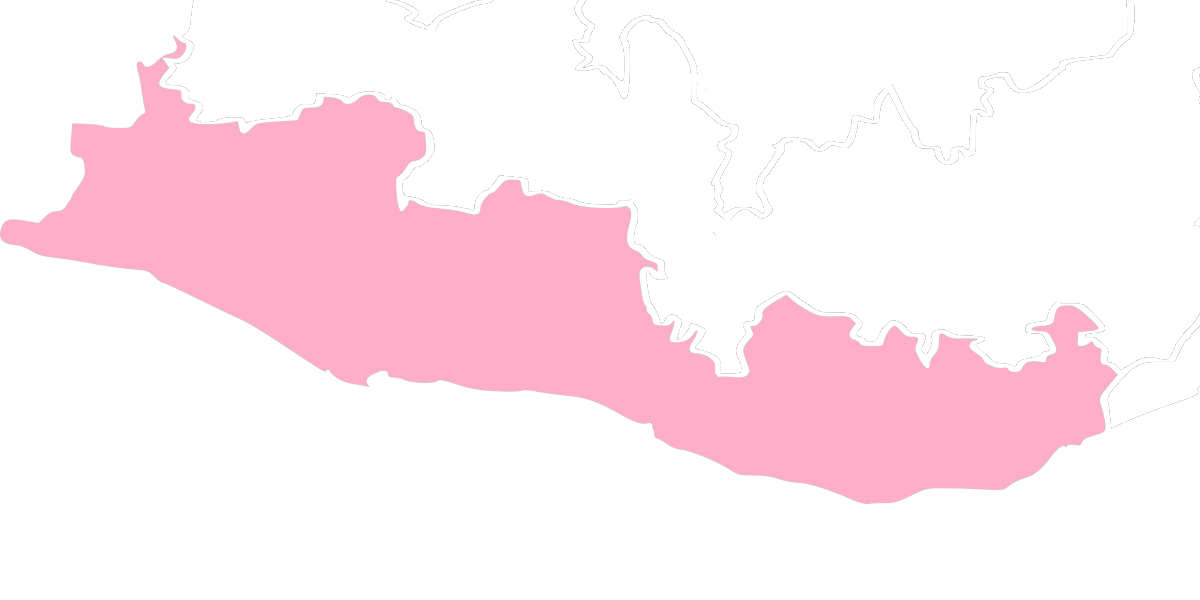
Región Costa.

La región abarca una superficie de 11 605.06 km² y tiene una población aproximada de 534 010 habitantes. Se subdivide en 50 municipios agrupados en tres distritos:
- 21 Distrito de Jamiltepec (del náhuatl: Casa de adobe; en mixteco: Casandó; Casa de adobes)
- 22 Distrito de Juquila (del náhuatl: Lugar de la legumbre hermosa; en chatino: Escuhué; Yerba tintórea o floresta)
- 30 Distrito de Pochutla (del náhuatl: Donde abunda el pochote)

### Región Istmo 03

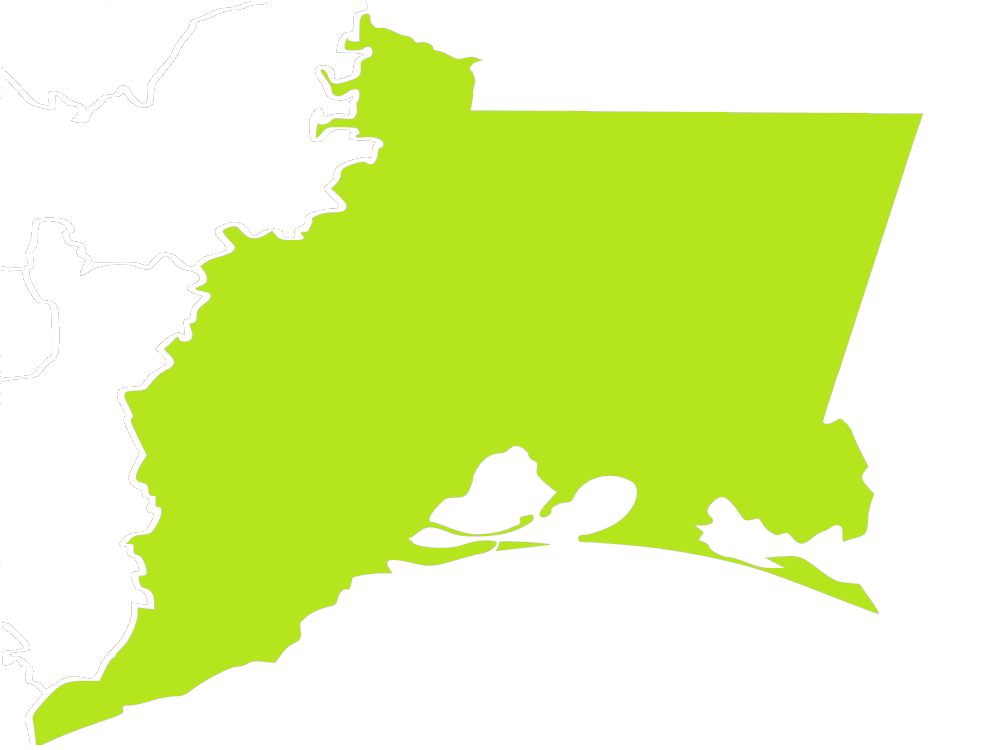
Región Istmo.

La región abarca una superficie de 20 755.26 km² y tiene una población aproximada de 595 433 habitantes. Se subdivide en 41 municipios agrupados en dos distritos:
- 28 Distrito de Tehuantepec (del náhuatl: Cerro de las fieras; en zapoteco: Guissi)
- 29 Distrito de Juchitán (del náhuatl: Lugar de flores blancas; en zapoteco: Guidxhi' guieé qui'chi'; que significa lo mismo.

### Región Mixteca 04

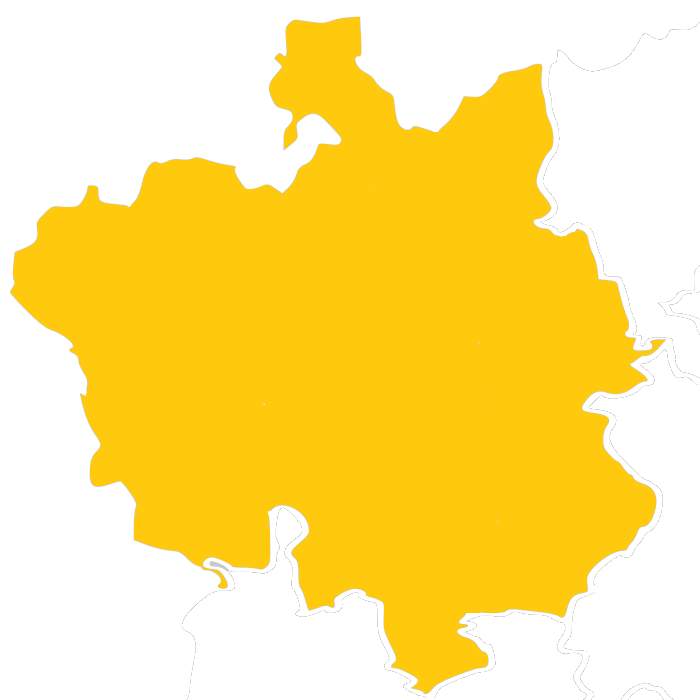
Región Mixteca.

La región abarca una superficie de 15 671.08 km² y tiene una población aproximada de 465 991 habitantes. Se subdivide 155 municipios agrupados en siete distritos:
- 01 Distrito de Silacayoapam (en náhuatl: Río de los chilacayotes) ; En mixteco Ñuu kánhu Pueblo Grande
- 02 Distrito de Huajuapam (del náhuatl: Río de guajes; en mixteco: Ñuhudee o Ñudee; Pueblo bravo o valeroso)
- 03 Distrito de Coixtlahuaca (del náhuatl: Llano de culebras; en mixteco: Yudoco o en chocho: Yuguinche; Llano de culebras)
- 08 Distrito de Juxtlahuaca (del náhuatl: Llano del conejo; en mixteco: Yosocui o Yosocuilla; Llano verde o llano de nubes)
- 09 Distrito de Teposcolula (del náhuatl: Lugar del fierro torcido; en mixteco: Yucundá; Cerro derecho)
- 10 Distrito de Nochixtlán (del náhuatl: Lugar de grana; en mixteco: Nuanduco; Tierra de la grana cochinilla)
- 16 Distrito de Tlaxiaco (del náhuatl: En la arboleda del juego de pelota; en mixteco: Ndijiñu o Ndiñu; Buenavista)

### Región Papaloapan 05

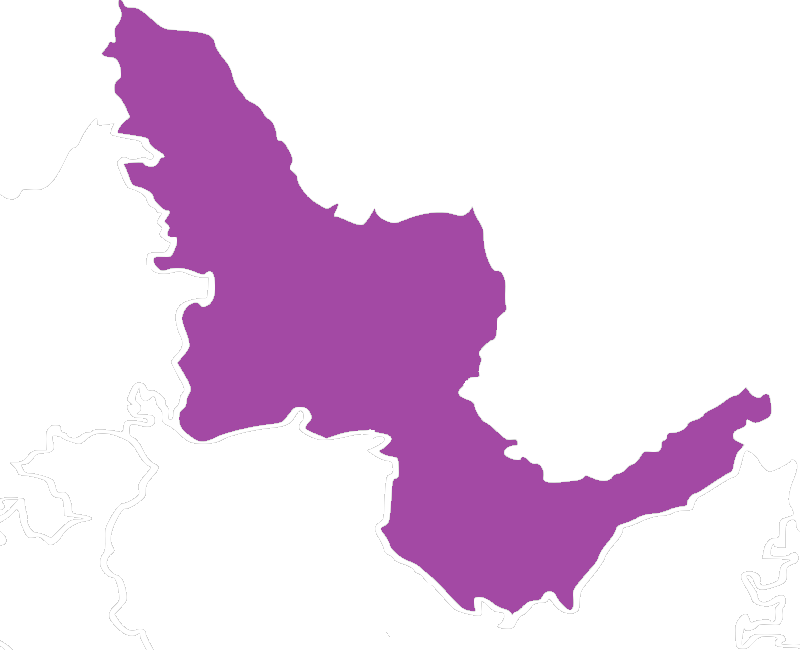
Región Papaloapan.

La región abarca una superficie de 8496.79 km² y tiene una población aproximada de 465 192 habitantes. Se subdivide en 20 municipios agrupados en dos distritos:
- 06 Distrito de Tuxtepec (del náhuatl: Cerro del conejo; en chinanteco: Gueumaló; Tierra del camelote o en mazateco: Nachinxe; Cerro grande)
- 07 Distrito de Choapam (del náhuatl: Río de llanto; en zapoteco: Guimbetsi; Piedra del llanto)

El distrito de Tuxtepec tiene 4 municipios con presencia del pueblo afromexicano cuyos miembros se reconocen como jarochos o afrojarochos (Cosolapa, Acatlán de Pérez Figueroa, San Juan Bautista Tuxtepec y Loma Bonita. Los pueblos indígenas ocupan mayoritariamente el resto de los municipios , sin embargo en los últimos cinco años las colonias de Tuxtepec tienen alta presencia indígena.

### Región Sierra de Juárez 06

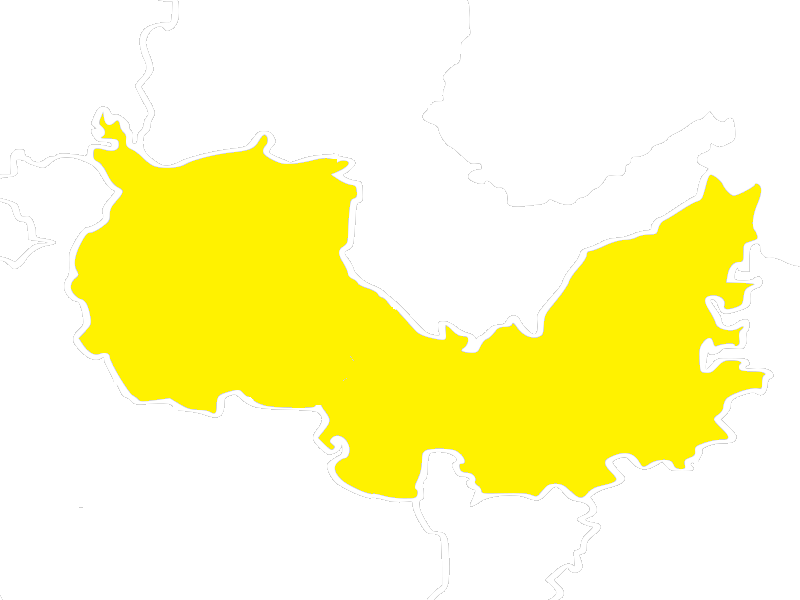
Región Sierra de Juárez.

La región abarca una superficie de 8 972.39 km² y tiene una población aproximada de 176 489 habitantes. Se subdivide en 68 municipios agrupados en tres distritos:
- 12 Distrito de Ixtlán (del náhuatl: Tierra de pedernales u obsidiana; en zapoteco: Layetzi; Hoja gruesa)
- 13 Distrito de Villa Alta (en zapoteco: Luchiguiza o en mixe: Huotac Huim; A la vista de la muralla)
- 14 Distrito de Mixe

### Región Sierra Sur 07

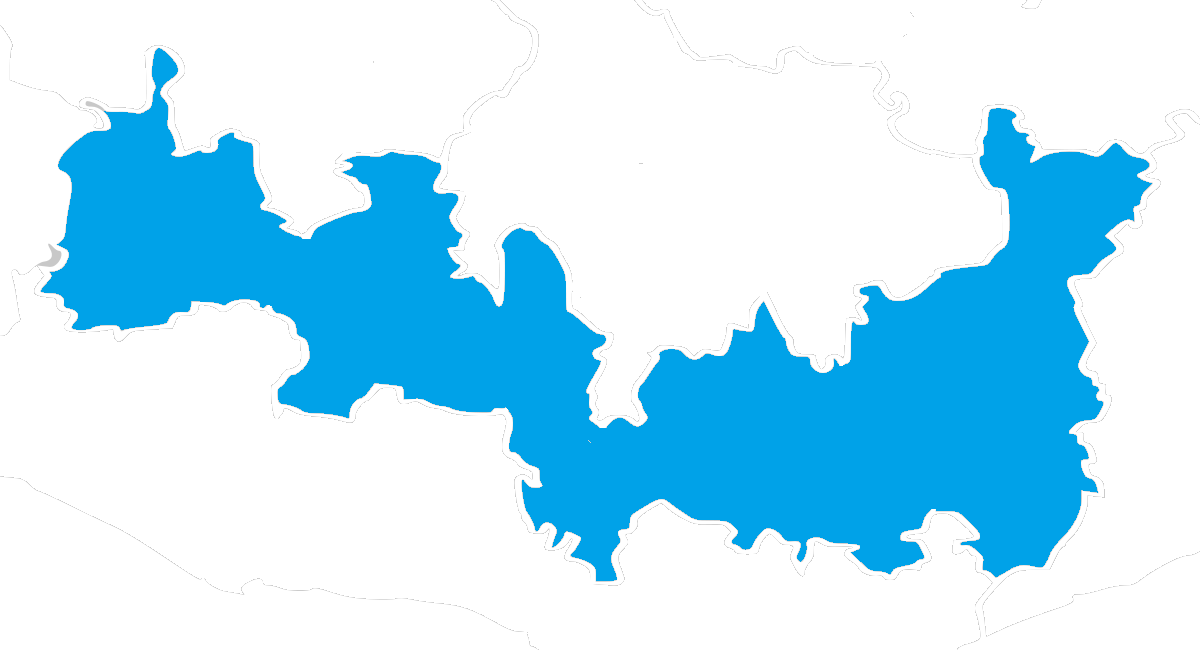
Región Sierra Sur.

La región abarca una superficie de 14 753.26 km² y tiene una población aproximada de 330 823 habitantes. Se subdivide en 70 municipios agrupados en cuatro distritos:
- 15 Distrito de Putla (del náhuatl: Lugar de neblina; en mixteco: Ñuñuma; Tierra de la neblina o Ñucaa; Tierra ferruginosa)
- 23 Distrito de Sola de Vega (del náhuatl: Lugar de codornices; en zapoteco: Huash; Tierra de las codornices)
- 26 Distrito de Miahuatlán (del náhuatl: Campo de espigas; en zapoteco: Guiesdoo; Pueblo grande o Pelopeniza: Entre las flores del maíz)
- 27 Distrito de Yautepec (del náhuatl: Cerro del maíz negro; en zapoteco: Latzezina; Cerro frecuentado)

### Región Valles Centrales 08

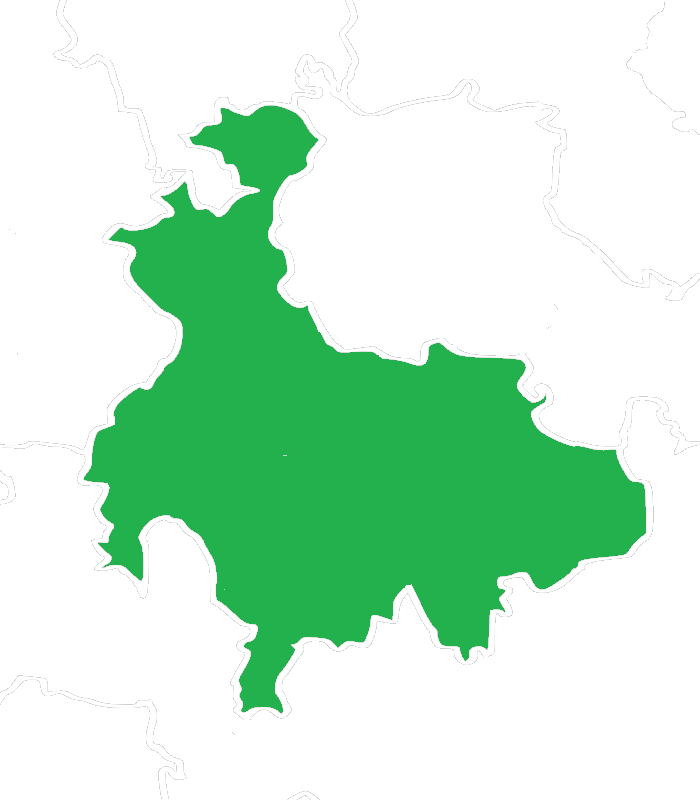
Región Valles Centrales.

La región abarca una superficie de 9480.00 km² y tiene una población aproximada de 1 033 884 habitantes. Se subdivide en 121 municipios agrupados en siete distritos:
- 11 Distrito de Etla (del náhuatl: Lugar del frijol; en zapoteco: Loobanaa; Lugar de provisiones)
- 17 Distrito de Zaachila (en zapoteco: Zaadxil; Fortaleza del Magnánimo; en náhuatl: Teozapotlán: Lugar de los zapotes)
- 18 Distrito de Zimatlán (del náhuatl: Lugar de raíces; en zapoteco: Guidxibui; Pueblo de las guayabas)
- 19 Distrito del Centro (en zapoteco: Galahui; Centro)
- 20 Distrito de Tlacolula (del náhuatl: Lugar de casas torcidas; en zapoteco: Guichiguiba; Pueblo del cielo o celeste)
- 24 Distrito de Ejutla (del náhuatl: Lugar de ejotes; en zapoteco: Luhubisaá o Lubisaá; Lugar de frijol)
- 25 Distrito de Ocotlán (del náhuatl: Lugar de ocotes, en zapoteco: Lachi Xirooba o Lachiroo; Valle grande o extenso)

## Clasificación

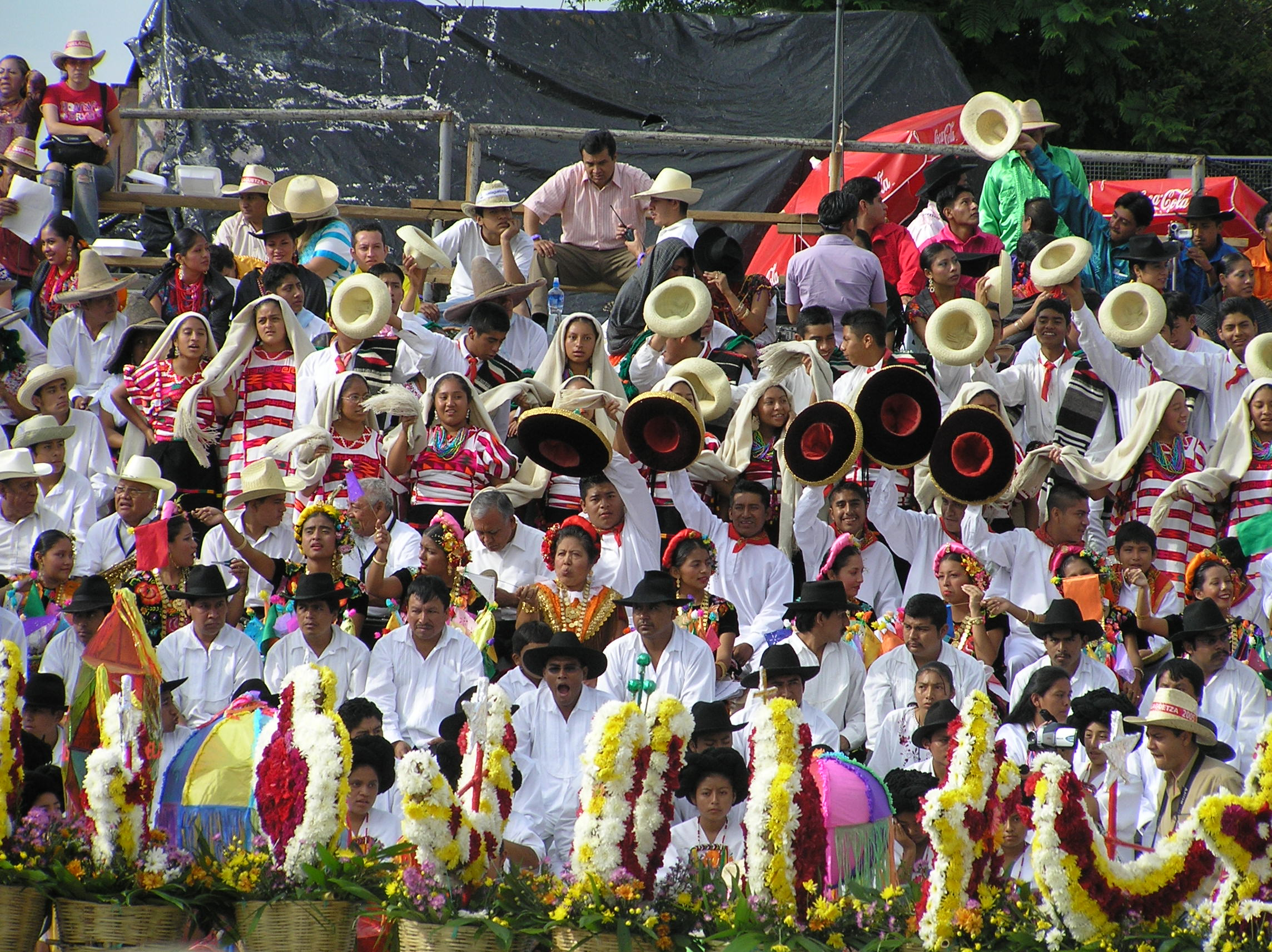
Durante la Guelaguetza, todas las regiones de Oaxaca muestran su cultura.

Existe en el estado de Oaxaca una gran pluralidad cultural, étnica y lingüística. 
Oaxaca se encuentra dividido en ocho regiones: Sierra de Flores Magón, Costa, Istmo, Mixteca, Región Cuenca del Papaloapan, Sierra Sur, Sierra Norte y los Valles Centrales. 
Cada región es rica en diversidad cultural, pero a lo largo de los años se han ido construyendo estereotipos que pretenden la representación única. Para ello, la Secretaría de Turismo invita a ciertos grupos folclóricos a La Guelaguetza,y en esta fiesta se presentan bellos bailables ensayados de antemano para el consumo espectacular.  Su danza, su música, sus vestimentas y sus diversos productos regionales (artesanías y productos típicos) son previamente seleccionados para causar una buena impresión ante el mundo.